# Deutsche Leichtathletik-Meisterschaften 1915
Die 17. Deutschen Leichtathletik-Meisterschaften wurden am 19. September 1915 in Berlin ausgetragen. Es waren die ersten während eines Krieges, hier des Ersten Weltkriegs. Im Gegensatz zum Vorjahr, als die Meisterschaften wegen der Mobilmachung ausfielen, wurden sie nun durchgeführt – allerdings mit reduziertem Programm und vermutlich auch reduzierter Teilnehmerzahl.
Folgende Disziplinen wurden nicht angeboten:
- Mehrkämpfe
- Staffeln
- Gehwettbewerbe
- Hindernislauf
- Waldlauf
- Deutscher Marathonlauf (gehörte allerdings sowieso nicht zum offiziellen Meisterschaftsprogramm)

## Medaillengewinner
| Disziplin      | Gold                                  | Leistung    | Silber                                                 | Leistung   | Bronze                             | Leistung   |
| -------------- | ------------------------------------- | ----------- | ------------------------------------------------------ | ---------- | ---------------------------------- | ---------- |
| 100 m          | Hans Müller (Wacker Leipzig)          | 11,0 s0     | Erwin Kern (TV 1860 München)                           |            | Kurt Klugkist (Berliner SC)        |            |
| 200 m          | Hans Müller (Wacker Leipzig)          | 24,2 s0     | Kurt Klugkist (Berliner SC)                            | 24,4 s0    | Eichholz (SC 1910 Berlin-Neukölln) |            |
| 400 m          | Hans Skowronnek (Berliner SC)         | 53,8 s0     | Lewerenz (TG in Berlin)                                | 53,2 s0    | Karl Forster (VfB Leipzig)         |            |
| 800 m          | Erich Wolfgramm (Charlottenburger TG) | 2:06,8 min  | Hans Zielinski (Leichtathlet) (VfV Teutonia 99 Berlin) | 2:06,9 min | Karl Ernst (Berliner SC)           | 2:07,8 min |
| 1500 m         | Karl Ernst (Berliner SC)              | 4:29,8 min  | Hans Zielinski (Leichtathlet) (VfV Teutonia 99 Berlin) | 4:30,0 min | Willy Murawski (SK Zehlendorf)     |            |
| 7500 m         | Richard Lauterbach (Komet Leipzig)    | 25:34,2 min | Franz Osadnick (Berliner SC)                           |            | Paul Zimmer (Berliner SpVgg)       |            |
| 110 m Hürden   | Otto Röhr (SC Charlottenburg)         | 18,2 s0     | Walter Kopitzsch (SC Erfurt 1895)                      | 20,0 s0    |                                    |            |
| Hochsprung     | Hans Liesche (Eimsbütteler TV)        | 1,75 m      | Josef Kreuser (Düsseldorfer TV 1847)                   | 1,70 m     | Schaab (Düsseldorfer TV 1847)      | 1,70 m     |
| Stabhochsprung | Ludwig Gaim (TSV 1860 München)        | 3,30 m      | Josef Wege (Stettiner TV)                              | 3,20 m     | Willi Schickram (TG in Berlin)     | 3,00 m     |
| Weitsprung     | Willi Dünker (Düsseldorfer TV 1847)   | 6,93 m      | Josef Schmid (TV 1860 München)                         | 6,66 m     | Richard Kahl (VfB Leipzig)         | 6,63 m     |
| Kugelstoßen    | August Wasserfuhr (Marine Cuxhaven)   | 12,87 m     | Hermann Steer (Svgg Dortmund 95)                       | 11,87 m    | Johann Georg Krach (LT Lübeck)     | 11,84 m    |
| Diskuswurf     | Paul Willführ (Berliner SC)           | 39,42 m     | Xaver Geier (TV 1860 München)                          | 38,12 m    | Max Müller (FSV Frankfurt)         | 37,99 m    |
| Speerwurf      | Richard Kahl (VfB Leipzig)            | 45,29 m     | Paul Willführ (Berliner SC)                            | 45,12 m    | Lewandowski (VfB Pankow)           | 40,44 m    |